# Tommy Langley
Thomas „Tommy“ Langley (* 8. Februar 1958 in London) ist ein ehemaliger englischer Fußballspieler.

## Leben
Langley begann seine professionelle Profifußballerkarriere beim FC Chelsea, wo er im Jahr 1975 sein Debüt gegen Leicester City gab. Insgesamt spielte er fünf Jahre bei den „Blues“ und wurde 1980 an Crystal Palace verkauft. Zuvor war er 1979 zum Spieler des Jahres des FC Chelsea gewählt worden. Seine Position war die des Stürmers. Langley bestritt 152 Partioen für die Blues und erzielte dabei 43 Tore. Nach seiner Karriere bei den Blues spielte er noch bei Crystal Palace, AEK Athen, Coventry City, den Wolverhampton Wanderers, South China AA in Hongkong, dem FC Aldershot, Exeter City, den Tampa Bay Rowdies und zuletzt für Slough Town. Derzeit arbeitet der ehemalige Stürmer als Moderator für den vereinseigenen Sender Chelsea TV.